# 8. Tony-gála
Az 8. Tony-gála az 1953/1954-es szezon legjobb Broadway színházi alakításait értékelte. A díjátadót 1954. március 28-án tartották a New York-i Plaza Hotelben, a műsor házigazdája James Sauter volt. A gálát az NBC Radio Network közvetítette élőben.

## Győztesek
Forrás:

### Produkciók
| Kategória         | Győztes                                                                                                   |
| ----------------- | --- |
| Legjobb színdarab | Teaház az Augusztusi Holdhoz - John Patrick, Maurice Evans, George Schaefer                               |
| Legjobb musical   | Kismet - Charles Lederer, Luther Davis, Alexander Borodin, Robert Wright, George Forrest, Charles Lederer |

### Színészek
| Kategória                                 | Győztes                                          |
| ----------------------------------------- | ------------------------------------------------ |
| Legjobb férfi főszereplő színdarabban     | David Wayne - Teaház az Augusztusi Holdhoz       |
| Legjobb női főszereplő színdarabban       | Audrey Hepburn - Sellő                           |
| Legjobb férfi főszereplő musicalben       | Alfred Drake - Kismet                            |
| Legjobb női főszereplő musicalben         | Dolores Gray - Carnival in Flanders              |
| Legjobb férfi mellékszereplő színdarabban | John Kerr - Tea and Sympathy                     |
| Legjobb női mellékszereplő színdarabban   | Jo Van Fleet - The Trip to Bountiful             |
| Legjobb férfi mellékszereplő musicalben   | Harry Belafonte - John Murray Anderson's Almanac |
| Legjobb női mellékszereplő musicalben     | Gwen Verdon - Kánkán                             |

### Készítők
| Kategória                           | Győztes                                            |
| ----------------------------------- | -------------------------------------------------- |
| Legjobb rendező                     | Alfred Lunt - Sellő                                |
| Legjobb koreográfia                 | Michael Kidd - Kánkán                              |
| Legjobb díszlettervezés             | Peter Larkin - Sellő, Teaház az Augusztusi Holdhoz |
| Legjobb jelmeztervezés              | Richard Whorf - Sellő                              |
| Legjobb karmester és zenei igazgató | Louis Adrian - Kismet                              |
| Legjobb színpadi technikus          | John Davis - Picnic                                |

## Előadók
- Frances Greer
- Lucy Monroe
- Russell Nype
- Joseph Scandur
- Jean Swetland

## Fordítás
- Ez a szócikk részben vagy egészben  a(z)   8th Tony Awards című angol Wikipédia-szócikk fordításán alapul.  Az eredeti cikk szerkesztőit annak laptörténete sorolja fel. Ez a jelzés csupán a megfogalmazás eredetét és a szerzői jogokat jelzi, nem szolgál a cikkben szereplő információk forrásmegjelöléseként.